# Paleografia
Con paleografia, neologismo nato nel XVIII secolo dal greco παλαιός (palaiós), "antico" e γραφή (graphé), "scrittura", si definisce lo studio delle caratteristiche e dell'evoluzione delle prime forme di scrittura. In particolare, essa consiste nella capacità di leggere, interpretare e datare testi manoscritti, sapendo riconoscerne l'autenticità.

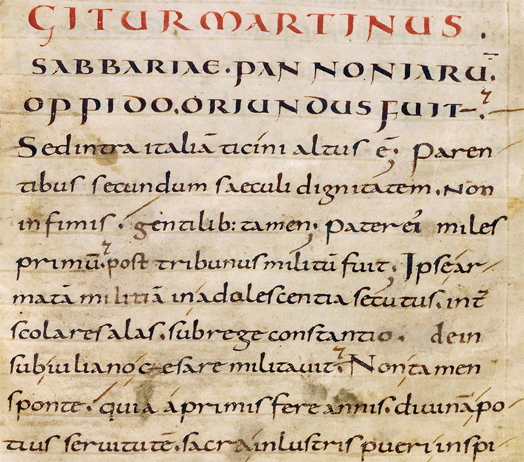
Pagina in onciale (le prime tre righe) e minuscola carolina

Originariamente disciplina ancillare legata esclusivamente alla filologia classica (e, dunque, allo studio di manoscritti medievali contenenti testi latini e greci), l'espansione degli studi ha portato all'elaborazione di branche relative allo studio di testi manoscritti appartenenti a qualsiasi sistema scrittorio di qualsiasi ambito cronologico: non esiste, dunque, una sola paleografia, ma tante paleografie quanti sono gli alfabeti oggetto di studio filologico.
Il suo apporto alla storia consiste nella decodifica dei documenti manoscritti utilizzati come fonte, sebbene gli oggetti diretti della disciplina siano le pratiche di scrittura e la storia del segno grafico indipendentemente dal suo contenuto.
Oggetto della paleografia è stabilire il genere (secondo l'area di impiego: ad esempio notarile, libraria, cancelleresca) e il tipo (secondo la stilizzazione grafica: ad esempio, scrittura merovingica, beneventana o le altre stilizzazioni nazionali) delle varie scritture, oltre che la loro data e il loro luogo di provenienza: spesso tali concetti sono collegati, dal momento che un certo tipo di scrittura si sviluppa prevalentemente in un dato luogo geografico e in una data epoca, in un dato ambito d'impiego — solo in epoca moderna la grafia diventa un fatto personale, individuale, diverso per ogni scrivente.
In epoca medioevale, centri di produzione grafica che queste caratteristiche consentono di individuare sono i cosiddetti scriptoria, che costituiscono elemento basilare nella ricostruzione storica della produzione culturale.
La paleografia musicale si occupa del particolare tipo di "scrittura" costituito dalla notazione musicale, mentre la papirologia si occupa dei testi scritti su papiro, anziché su carta o pergamena. La paleografia musicale nacque a fine XIX secolo per mano dei monaci benedettini di Solesmes.
Altre discipline ad essa correlate o che di essa si avvalgono sono la filologia, l'epigrafia, la codicologia, la diplomatica, l'archivistica.

## Storia della paleografia nell'Europa occidentale
Nell'Europa occidentale lo studio paleografico consiste principalmente nello studio di testi in lingua latina (paleografia latina) e in lingua greca (paleografia greca).

### XVII secolo
La paleografia nasce a sussidio degli studi di diplomatica con lo scopo di determinare la cronologia e i caratteri dei vari tipi di scrittura, al fine di poter verificare l'autenticità di documenti manoscritti.
Atto di nascita si considera il De re diplomatica (1681), pubblicato a Parigi dal monaco benedettino della congregazione di San Mauro Jean Mabillon. Negli ultimi quattro capitoli di quest'opera si tenta per la prima volta una distinzione sistematica dei generi di scrittura e una loro classificazione e datazione.

### XVIII secolo
Bernard de Montfaucon (1655-1741), anch'egli monaco benedettino della Congregazione di San Mauro, pubblica Palaeographia Graeca (1708); con quest'opera che dà il nome alla scienza iniziano gli studi sulle scritture greche.
In Italia, il marchese Scipione Maffei (1675-1755) pubblica, fra le altre cose, la sua Istoria diplomatica.
René Tassin e Charles Toustain, monaci benedettini della congregazione di San Mauro, pubblicano a Parigi il Nouveau traité de diplomatique (Nouveau traité de diplomatique, où l'on examine les fondemens de cet art: on établit des règles sur le discernement des titres, et l'on expose historiquement les caractères des bulles pontificales et des diplomes Donnés en chaque Siècle: ... par deux Religieux Bénédictins de la Congrégation de S. Maur).

### XIX secolo
La paleografia conquista una più approfondita coscienza critica e le ricerche si orientano verso una localizzazione e una più precisa individuazione delle scritture:
- In Francia
  - L'École nationale des chartes fondata a Parigi, il cui maggior rappresentante, Léopold Delisle, studiò i caratteri del centro scrittori di Tours.
  - L'École pratique des Hautes Études fondata a Parigi, il cui maggior rappresentante fu Émile Châtelain.

### XX secolo
- In Germania
  - Wilhelm Wattenbach trattò per primo scientificamente gli argomenti relativi ai caratteri esterni dei manoscritti.
  - Ludwig Traube, fondatore della Scuola di Monaco, inserì definitivamente la paleografia nella storia della cultura mettendo in luce la sua importanza come componente della ricerca filologica. Pubblicò il primo studio sistematico sui nomina sacra.
  - Paul Lehmann e Bernard Bischoff ereditarono l'insegnamento del Traube.
- In Inghilterra
  - Rand Elias Avery Lowe
- In Italia
  - Luigi Schiaparelli
  - Vincenzo Federici
  - Giulio Battelli
  - Giorgio Cencetti

Moritz Steinschneider pubblicò nel 1878 una lista dei manoscritti ebraici (Verzeichnis der hebräischen Handschrifte), uscita in ristampa nel 1980, al quale nel 1924 seguì il primo manuale di Paleografia ebraica a cura di Carlo Bernheimer. Secondo Giancarlo Lacerenza.
(G. Lacerenza, Lo studio del manoscritto ebraico medievale, 2005)
Dopo la seconda guerra mondiale, alcuni studi di Robert Marichal e di Jean Mallon hanno riproposto con un nuovo orientamento la metodologia e la nomenclatura delle scritture.
Oggi la paleografia è considerata una scienza autonoma.

## Oggetto della paleografia

### Concetti
Come detto, la paleografia studia la scrittura; a tale scopo, essa si avvale di diversi concetti:
- una maiuscola è una lettera compresa in un sistema bilineare: essa è inclusa tra due linee parallele immaginarie, senza fuoriuscirne: esempio "A B C D E F G H I J ecc.";
- una minuscola è una lettera il cui corpo principale è compreso in un sistema bilineare, mentre altre due linee immaginarie, una sopra e una sotto, delimitano i limiti delle aste ascendenti o discendenti: esempio "a b c d e f g h i j ecc."; in generale comunque, e soprattutto per quelle minuscole senza aste (e quindi anch'esse comprese in un sistema bilineare), la differenza tra maiuscole e minuscole è di grandezza relativa ("C c") o di forma ("E e");
- un legamento o una legatura è il collegamento tra due lettere: si ottiene quando esse vengono tracciate di seguito, senza staccare la penna (o in generale lo strumento con il quale si scrive) dal foglio (o in generale dal supporto scrittorio);
- un tratto è la parte costituente di una lettera;
- un nesso è l'unione di due lettere, in modo tale che esse abbiano in comune almeno un tratto: esempio "æ" per "ae";
- la forma o disegno è l'aspetto delle lettere;
- il modulo è la loro misura: può essere grande, medio o piccolo;
- il tratteggio è il modo in cui i tratti vengono eseguiti: quindi quanti tratti, in quale ordine e con quale direzione ogni lettera è tracciata;
- l'andamento o ductus è il modo in cui si scrive: in particolare si dice posato se la scrittura è diritta e con pochi legamenti, corsivo se è essa è realizzata senza staccare la penna dal foglio, per cui ha molti legamenti e in genere è inclinata;
- l'angolo di scrittura è la posizione in cui si trova lo strumento scrittorio rispetto al foglio.

### Storia della scrittura
Studiando il modo in cui tutti questi concetti vengono applicati, consapevolmente o inconsapevolmente, nella pratica della scrittura, la paleografia identifica una determinata scrittura, dotata di certe caratteristiche. La paleografia poi ne ricostruisce la storia, studiando quali scritture si sono succedute nel tempo e nello spazio e in quale modo esse si sono evolute dall'una all'altra.
Nell'ambito della paleografia latina, per esempio, si avvicendano le seguenti scritture:
- capitale libraria, primi secoli d.C.
- libraria onciale, II-IX secolo
- libraria semionciale, V-IX secolo
  - semionciale insulare (nelle isole britanniche)
- minuscola corsiva, IV-X secolo
  - precaroline, evolutesi dalla semionciale e dalla corsiva: minuscola merovingica, minuscola visigotica e minuscola beneventana, VII-XIII secolo
- minuscola carolina, VIII-XII secolo
- gotica, XII-XIV secolo
- umanistica, XIV-XVI secolo, da cui si evolvono le scritture moderne

### Galleria d'immagini

Paleografia - Scrittura a Pompei, minuscola merovingica, minuscola carolina, gotica
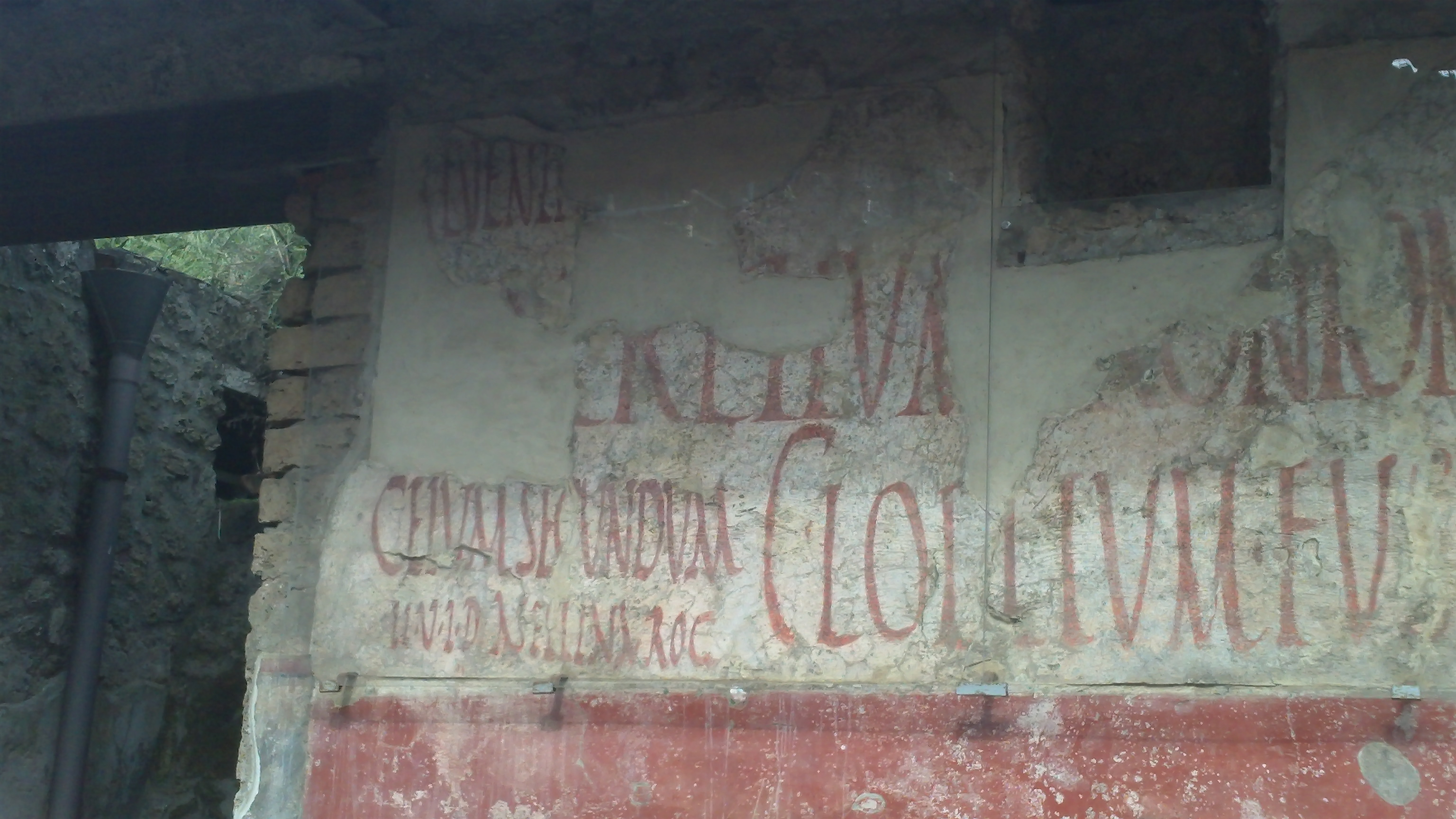
Pompei, insula 11 - graffiti elettorali
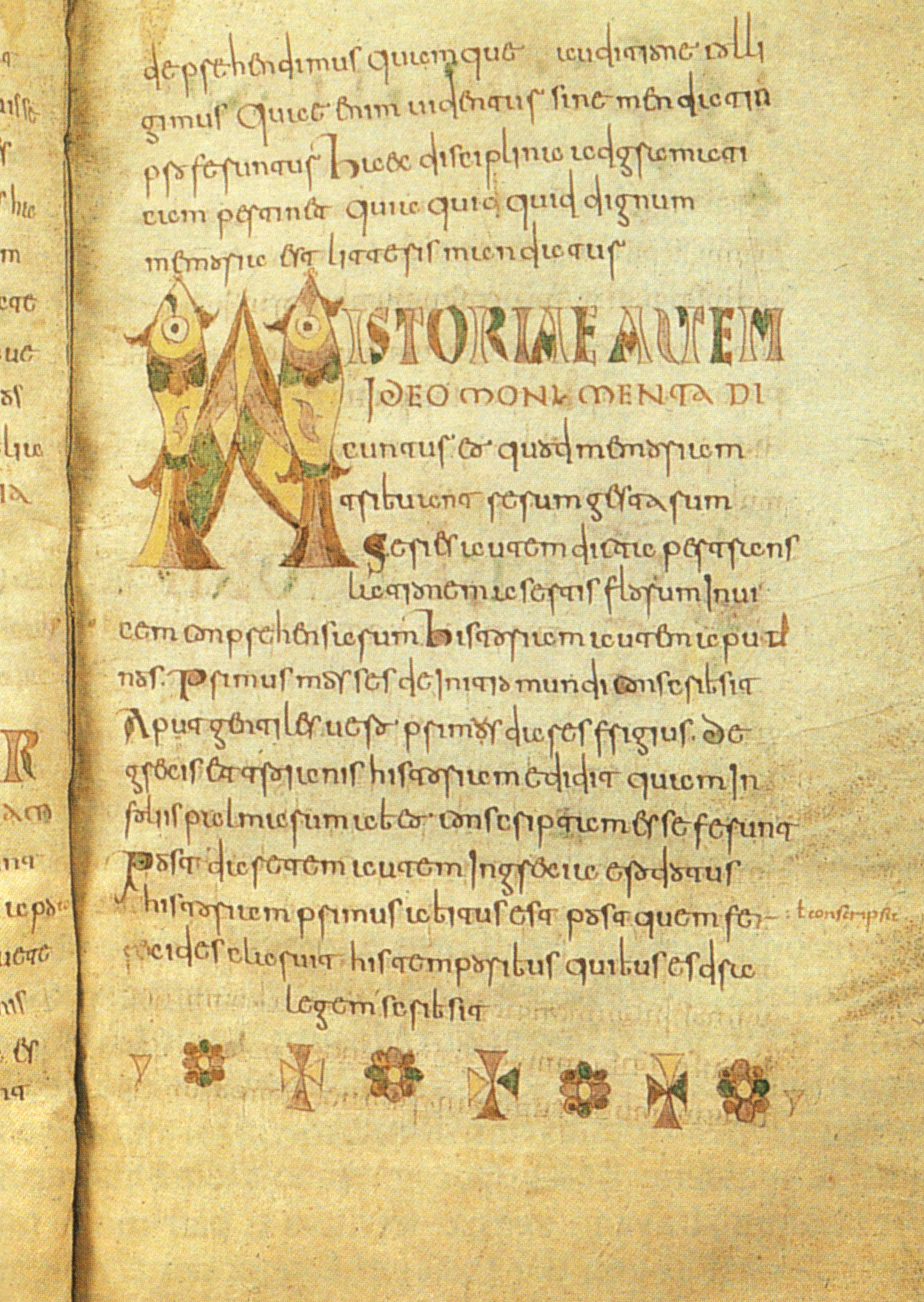
Isidoro di Siviglia, Etimologie, sec VIII, Bibliotheque Royale Albert I (Bruxelles) - scrittura minuscola merovingica
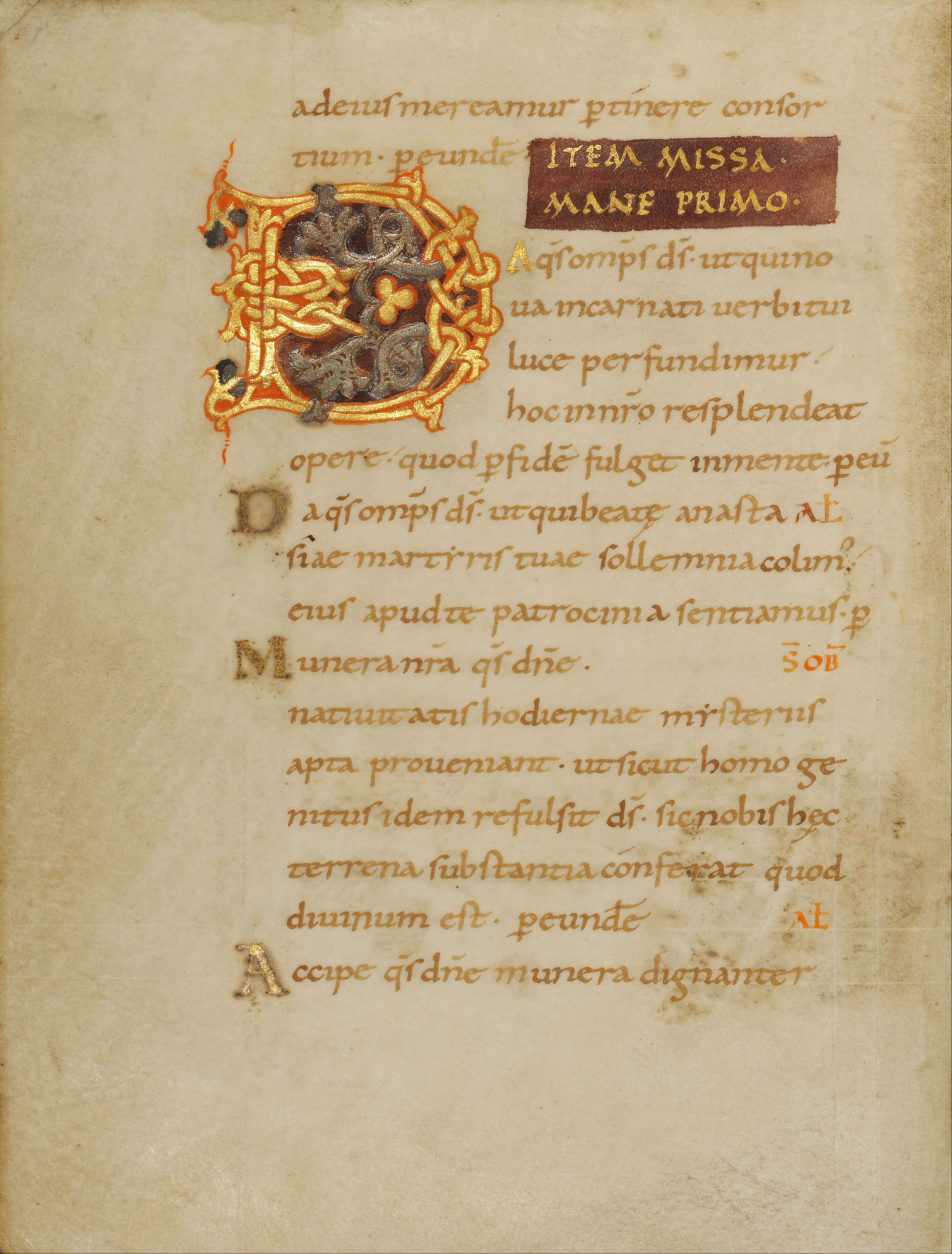
XI secolo, Getty Center - scrittura minuscola carolina
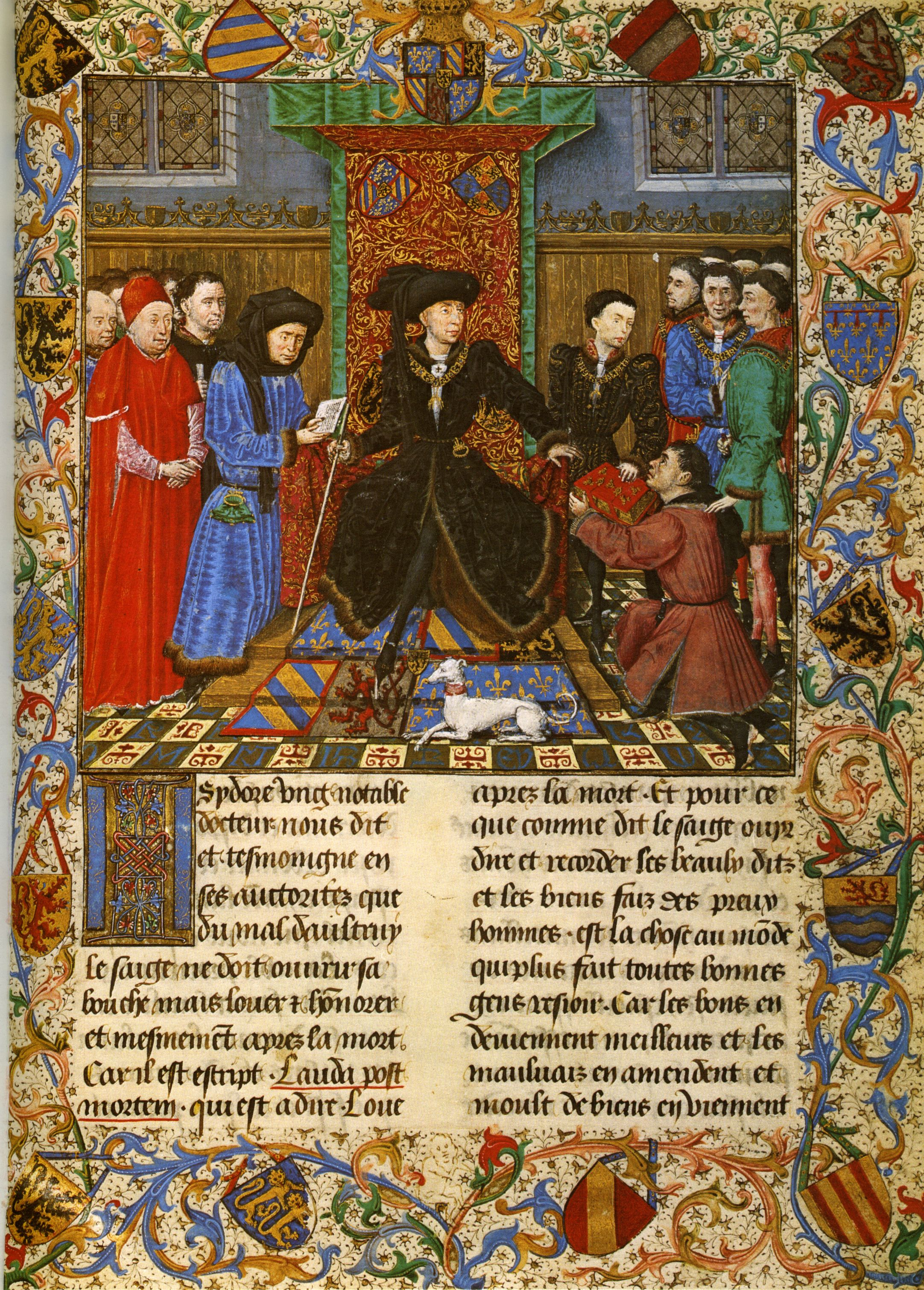
Romanzo di Girart de Roussillon, Vienna, Cod. 2549, fol. 6r - scrittura gotica